# Vụ thử hạt nhân của Bắc Triều Tiên tháng 1 năm 2016
Ngày 6 tháng 1 năm 2016, Cộng hòa Dân chủ Nhân dân Triều Tiên đã tiến hành một vụ thử hạt nhân dưới lòng đất tại địa điểm thử hạt nhân Punggye-ri, khoảng 50 km về phía tây bắc của thành phố Kilju ở huyện Kilju.
Cục Khảo sát Địa chất Hoa Kỳ ghi nhận một trận động đất 5,1 độ richter từ vị trí thử, tâm chấn 0 km.
Cục địa chấn Trung Quốc cho biết cường độ vụ động đất này là 4,9 độ richter với độ sâu tâm chấn là 0 km và đưa ra phỏng đoán là đây là động đất xuất phát từ một vụ nổ.
Trung tâm Địa chấn học châu Âu-Địa Trung Hải cho rằng tâm chấn nằm cách thành phố Chongjin (tỉnh Bắc Hamgyeong) 80 km về phía Tây Nam và độ sâu tâm chấn là 10 km. Địa điểm phát sinh động đất được tính toán là 41,3 độ vĩ Bắc, 129,1 độ kinh Đông, gần với bãi thử nghiệm hạt nhân xã Punggye, huyện Kilju, tỉnh Bắc Hamgyeong.
Các cơ quan truyền thông Triều Tiên đã thông báo rằng quốc gia này đã được thử nghiệm thành công một quả bom hydro, được khẳng định đã được sản xuất vào tháng trước khi tiến hành cuộc thử nghiệm này. Tuy nhiên, các chuyên gia của bên thứ ba, cũng như các quan chức và các cơ quan ở Hàn Quốc, nghi ngờ tuyên bố của Triều Tiên, và cho rằng những thiết bị đó gần như đã là một quả bom phân hạch chẳng hạn như một vũ khí phân hạch tăng cường.

## Bối cảnh
Triều Tiên trước đây đã tiến hành trước đây ba vụ thử hạt nhân dưới lòng đất vào năm 2006, 2009, và 2013, với lý do đó đã bị Hội đồng Bảo an Liên Hợp Quốc áp đặt lệnh trừng phạt.
Tổng thống Hoa Kỳ và Tổng thống Hàn Quốc kêu gọi Triều Tiên nối lại các cuộc đàm phán Sáu bên vào tháng 10 năm 2015. Hai vị tổng thống náy cũng đã cảnh báo Triều Tiên tiến hành một vụ thử hạt nhân thứ tư.
Trong tháng 12 năm 2015, lãnh đạo tối cao của Triều Tiên Kim Jong-un cho rằng nước này có khả năng khởi động một quả bom hydro, một thiết bị năng lượng nhiều hơn đáng kể hơn so với quả bom nguyên tử thông thường được sử dụng trong các thử nghiệm trước đó. Lời tuyên bố này đã nhận được sự hoài nghi từ Nhà Trắng và các quan chức Hàn Quốc.
Trong một bài phát biểu ngày đầu năm mới, Kim Jong-un cảnh báo rằng hành động khiêu khích từ "những kẻ xâm lược bên ngoài" sẽ được đáp trả bằng một "cuộc thánh chiến của công lý".

## Tuyên bố của Triều Tiên
Chính phủ CHDCND Triều Tiên tuyên bố "Vụ thử nghiệm diễn ra một cách an toàn và hoàn hảo, đồng thời không tác động xấu tới môi trường sinh thái. Vụ thử là giai đoạn phát triển cao hơn của lực lượng hạt nhân của Cộng hòa Dân chủ Nhân dân Triều Tiên. Bằng việc thử nghiệm thành công bom H theo cách hoàn hảo nhất được ghi nhận trong lịch sử, Triều Tiên tự hào gia nhập hàng ngũ các nước tiên tiến sở hữu bom H và người dân Triều Tiên đã chứng minh tinh thần của dân tộc".
Đài Truyền hình Trung ương Triều Tiên (KCTV), kênh truyền thông nhà nước Triều Tiên, nói rằng ""Mỹ đã tập trung các lực lượng chống lại Cộng hòa Dân chủ Nhân dân Triều Tiên và vu khống về quyền con người nhằm cản trở sự phát triển của Triều Tiên. Bom H là biện pháp phòng vệ trước số lượng lớn vũ khí hạt nhân của Hoa Kỳ. Cộng hòa Dân chủ Nhân dân Triều Tiên sẽ tự bảo vệ chính mình". Số phận của CHDCND Triều Tiên không được bảo vệ bởi bất kỳ lực lượng nào khác ngoài chính CHDCND Triều Tiên".
Ngày 6/1/2016, Triều Tiên công bố một sắc lệnh do chính nhà lãnh đạo Kim Jong-un ký ngày 15/12/2015, với chữ viết tay của chính Kim Jong-un: "Hãy bắt đầu năm 2016 bằng tiếng gầm dữ dội của quả bom nhiệt hạch đầu tiên, để cả thế giới phải ngước nhìn quốc gia hạt nhân và đảng Lao động Triều Tiên vĩ đại của chúng ta". Triều Tiên tuyên bố lý do thử nghiệm bom nhiệt hạch là để tự vệ trước Mỹ và đây là "quyền hợp pháp" của nước này.

## Phản ứng quốc tế
- Hàn Quốc — Hàn Quốc cực lực lên án vụ thử hạt nhân của Triều Tiên, "bất chấp các cảnh báo của chúng tôi và cộng đồng quốc tế". Hàn Quốc tăng cường an ninh tại vùng biên giới. Tổng thống Hàn Quốc triệu tập hội đồng an ninh quốc gia, và hứa sẽ "đưa ra các biện pháp cần thiết" để Bình Nhưỡng "phải trả giá về vụ thử hạt nhân này"[14]. Thứ trưởng Quốc phòng Hàn Quốc nói rằng hiện tại không có cơ sở để tin rằng thiết bị hạt nhân mà Triều Tiên vừa thử là bom nhiệt hạch và có thể Bình Nhưỡng đang phóng đại sự việc. Tình báo và các chuyên gia Hàn Quốc cũng như quốc tế cho rằng Triều Tiên chỉ thử bom A chứ không phải bom H.
- Nhật Bản — Ngay sau thông báo của Triều Tiên, Thủ tướng Nhật Bản Shinzo Abe tuyên bố vụ thử hạt nhân là "mối đe dọa nghiêm trọng đối với an ninh" của Nhật Bản. Lãnh đạo Nhật Bản khẳng định sẽ có "các biện pháp kiên quyết" đối với Triều Tiên, "phối hợp với Hoa Kỳ, Hàn Quốc, Trung Quốc và Nga" để đối phó với "thách thức nghiêm trọng" này[15][16].
- Trung Quốc — Bộ Ngoại giao Trung Quốc cho biết, Trung Quốc không nhận được thông tin về vụ thử thiết bị bom nhiệt hạch thu nhỏ của Triều Tiên đồng thời khẳng định nước này kiên quyết phản đối hành động của Bình Nhưỡng. Người phát ngôn Bộ Ngoại giao Trung Quốc Hoa Xuân Oánh cho biết[17], Trung Quốc sẽ đồng hành với cộng đồng quốc tế về việc phi hạt nhân hóa bán đảo Triều Tiên.
- Nga — Bộ Ngoại giao Nga lên án việc Triều Tiên tuyên bố thử nghiệm bom H đồng thời nói động thái này vi phạm luật pháp quốc tế và một sự vi phạm rõ ràng luật pháp quốc tế[18]. Tổng thống Nga Vladimir Putin đã chỉ đạo nghiên cứu triệt để nghiên cứu dữ liệu của tất cả các trạm quan trắc, bao gồm địa chấn, và phân tích tình hình trong trường hợp các thông tin về kỳ thi này được xác nhận.[19]
- Hoa Kỳ — Hoa Kỳ cho biết sẽ phản ứng thích đáng tới mọi hành động kích động từ Triều Tiên, tiếp tục bảo vệ cho đồng minh của Mỹ trong khu vực[20].
- Pháp — Tổng thống Pháp François Hollande tuyên bố, việc Triều Tiên thử vũ khí nhiệt hạch "vi phạm nghiêm trọng nghị quyết của Hội đồng Bảo an Liên hiệp quốc" và "không thể chấp nhận được". Pháp cũng kêu gọi các nước phản ứng mạnh mẽ trước động thái từ Triều Tiên.
- Anh Quốc — Ngoại trưởng Anh Philip Hammond cho biết cả Anh phản đối vụ thử hạt nhân của Triều Tiên và ủng hộ việc nối lại đàm phán 6 bên về phi hạt nhân hóa bán đảo Triều Tiên.
- Việt Nam — Người phát ngôn Bộ Ngoại giao Việt Nam Lê Hải Bình cho biết: "Việt Nam quan ngại sâu sắc trước việc Triều Tiên thử bom nhiệt hạch, vi phạm các nghị quyết liên quan của Hội đồng Bảo an Liên Hợp Quốc, làm gia tăng căng thẳng, đe dọa hòa bình, ổn định ở khu vực."[21]
- NATO — Tổng thư ký NATO, Jens Stoltenberg, cũng kêu gọi Triều Tiên ngừng chương trình hạt nhân, tên lửa đạn đạo một cách toàn diện, minh bạch đồng thời tham dự các cuộc đối thoại về giải trừ vũ khí hạt nhân một cách chân thành và đáng tin cậy.
- Liên hiệp quốc – Hội đồng Bảo an đã tổ chức một phiên họp khẩn cấp vào ngày 06 tháng 1 năm 2016 để thảo luận về tính hợp pháp và hậu quả của vụ thử hạt nhân[22]. Tổng thư ký Ban Ki-moon cho rằng vụ thử nghiệm là "gây bất ổn sâu sắc cho an ninh khu vực"[23] Khả năng bổ sung các biện pháp cấm vận của Liên Hợp Quốc sẽ được "nâng lên", các nhà ngoại giao cho biết Hội đồng Bảo an cho biết[24].